# Ludwig Pfeiffer (Petrologe)
Ludwig Pfeiffer (* 10. Februar 1928 in Halle; † 21. Dezember 2008) war ein deutscher Petrologe, dessen wissenschaftliches Arbeiten jahrzehntelang mit der Bergakademie Freiberg verbunden war. Darüber hinaus war er für die NDPD von 1963 bis 1986 Abgeordneter der Volkskammer.

## Vita
Pfeiffer wurde als Sohn eines Arztes 1928 in Halle geboren. Er besuchte eine Oberschule, auf der er das Abitur ablegte. Da in seinen Lebensläufen auch immer wieder der Beruf des Bergmanns angegeben ist, liegt der Gedanke nahe, das Pfeiffer nach Ablegung des Abiturs zunächst unter Tage bei der Wismut im Uranabbau tätig war. 1949 wurde Pfeiffer zum Studium an der Bergakademie Freiberg zugelassen. Dieses schloss er 1954 als Diplommineraloge ab. Anschließend war er bis 1963 als wissenschaftlicher Assistent und Lehrbeauftragter an der Bergakademie beschäftigt. In dieser Zeit gehörte er von 1955 bis 1961 der Hochschulgewerkschaftsleitung an. 1963 wurde der mit der Dissertation 	Beiträge zur Petrologie des Meissener Massivs zum Dr. rer. nat. promoviert. Zwischen 1963 und 1965 war Pfeiffer als Objektbearbeiter und Fachgebietsleiter im VEB Geologische Erkundung Süd mit Sitz in Freiberg tätig. Dieser Betrieb war unter anderem mit Lagerstättenerkundung beschäftigt. Danach wechselte Pfeiffer wieder an die Bergakademie, wo er bis 1977 als wissenschaftlicher Oberassistent wirkte. In dieser Zeit absolvierte er in den Jahren 1973 und 1974 ein Zusatzstudium am Polytechnischen Institut in Donezk. 1977 erhielt Pfeiffer eine außerordentliche Professur an der Sektion Geowissenschaften der Bergakademie Freiberg. Pfeiffer forschte am Institut für Mineralogie der Bergakademie vor allem im Bereich der Petrologie und veröffentlichte als Mitherausgeber einige Standardwerke. 1993 trat er in den Ruhestand.

## Politisches Wirken
Bereits im Gründungsjahr 1946 wurde Pfeiffer Mitglied der Jugendorganisation FDJ, der er bis 1954 angehörte. 1949 wurde er Mitglied der erst 1948 gegründeten NDPD. Von 1950 bis 51 und nochmals 1954 gehörte Pfeiffer als Stadtverordneter der Freiberger Stadtverordnetenversammlung an. Da er zu dieser Zeit noch Student war, liegt der Gedanke nahe, dass er in dieser Zeit für die FDJ im Freiberger Stadtrat saß. Für die NDPD war er 1949, 1951, zwischen 1952 und 1955 und ab 1962 Mitglied des NDPD-Kreisausschusses und des NDPD-Kreisvorstandes Freiberg. Zwischen 1963 und 1975 war er zusätzlich Mitglied des NDPD-Bezirksausschusses Karl-Marx-Stadt. 1963 nominierte ihn die NDPD erstmals zu den Volkskammerwahlen. In der Folge gehörte Pfeiffer für 5 Wahlperioden  dem DDR-Parlament als Abgeordneter an. Ab 1967 war er innerhalb des Parlaments Mitglied des Rechts- und Verfassungsausschusses sowie Vorsitzender der  Parlamentarischen Freundschaftsgruppe DDR-Dänemark. Daraus resultierte später die offizielle Freundschaftsgesellschaft DDR-Dänemark, deren Präsident Pfeiffer ab ihrer Gründung 1981 bis 1990 war.

## Werke
- Ludwig Pfeiffer, Manfred Kurze, Gerhard Mathé: Einführung in die Petrologie. 2., bearbeitete Auflage. Akademie-Verlag, Berlin 1985, DNB 860602648 (Erstausgabe:  1981).